# Methanopyri
Methanopyri är en klass av arkéer som ingår i fylumet Euryarchaeota.